# Doel Sumbang
Wahyu Affandi conocido artísticamente como Doel Sumbang (Nacido en Bandung, Java Occidental, el 16 de mayo de 1963) es un músico indonesio, comenzó su carrera en el teatro de "Remy Silado", donde se ganó el apodo de "Doel", el nombre artístico de "Doel" asociadas se hizo conocer con canciones tituladas "nyeleneh", "vulgar" y "tengil". También participó a dúo con Nini Carlina a través de las canciones tituladas Kalau Bulan Bisa Ngomong, Aku Cinta Kamu y Rindu Aku Rindu Kamu y también participó a dúo con Ikko con la canción titulada Cuma Kamu.

## Discografía
- Arti Kehidupan
- Ular Tangga
- Kalau Bulan Bisa Ngomong
- Aku Cinta Kamu
- Rindu Aku Rindu Kamu
- Cuma Kamu
- 1001 Jalan
- Laut
- Ema